# Niagara (Nowy Jork)
Niagara – miasto w Stanach Zjednoczonych, w stanie Nowy Jork, w hrabstwie Niagara.